# Autumn moon
Autumn moon is een studioalbum van Ron Boots, onder de artiestennaam Derelict Thoughts. Ron Boots componeerde voor dit album vooral elektronische muziek uit de Berlijnse School. Daarin verwerkte hij ook ambientstukken. Autumn moon is een album dat voornamelijk uit ambient bestaat, maar dan van de onrustige soort. Het idee voor dit album ontstond tijdens een aantal liveoptredens, samen met Pieter Nooten. 

## Musici
- Ron Boots – synthesizers, elektronica

## Muziek
| Nr. | Titel                    | Duur  |
| --- | ------------------------ | ----- |
| 1.  | Songs for an autumn moon | 37:18 |
| 2.  | A gentle night           | 5:10  |
| 3.  | Lingering on             | 4:29  |
| 4.  | Half moon rising         | 10:55 |